# تاس‌ماهی خلیجی
تاس‌ماهی خلیجی (نام علمی: Acipenser oxyrinchus desotoi) نام یک زیرگونه از سرده تاس‌ماهی‌های اصلی است. این تاس‌ماهی در خلیج مکزیک و رودخانه‌های منتهی به آن زندگی می‌کند. این گونه برای نخستین بار در سال ۱۹۵۵ میلادی کشف و نامگذاری گردیده‌است.